# Австралийское национальное агентство телескопических наблюдений
Австралийское национальное агентство телескопических наблюдений (англ. Australia Telescope National Facility, ATNF) — общее название радиоастрономических обсерваторий государственного объединения научных и прикладных исследований (CSIRO). Поддерживает австралийские исследования в области радиоастрономии. Является частью бизнес-подразделения CSIRO, известного как CSIRO Astronomy and Space Science (CASS).
В настоящее время CSIRO управляет четырьмя обсерваториями в составе ATNF. Три находятся в Новом Южном Уэльсе недалеко от городов Паркс, Кунабарабран и Наррабри. Четвёртый телескоп нового поколения, Australian Square Kilometre Array Pathfinder (ASKAP), расположен в Радиоастрономической обсерватории Мерчисона в Западной Австралии. Эти телескопы можно использовать вместе в качестве массива с длинной базой для использования в радиоинтерферометрии со сверхдлинными базами.
Радиотелескопы, входящие в состав ATNF:
- Компактный массив Австралийского телескопа
- Обсерватория Паркса
- Обсерватория Мопра
- Австралийский следопыт квадратно-километровой решётки